# Геологія Нігеру
Геологія Нігеру
Нігер розташований на заході північної частини Африканської платформи. Більша частина території зайнята Малі-Нігерською (на заході) і Чадською (на сході) синеклізами. Докембрійський фундамент (граніти, гнейси і кристалічні сланці) оголюється на півночі (масив Аїр), на крайньому північному-сході (масив Джадо), на півдні (північна частина плато Джос) і на південному-заході (північно-східна околиця масиву Ліптако). Масив Аїр — велике субмеридіональне підняття (відроги Ахаггара), складене гнейсами, ґранулітами, амфіболітами і кварцитами архею (з переважанням мармурів у верх. частині розрізу), граніт-мігматитами і граніто-гнейсами. У Аїрі зосереджені багаті поклади уранових руд в районах Арліт і Імурарен, а також родовища кам'яного вугілля в Ану-Арарене.
Масив Джадо має двоярусну будову з граніто-гнейсами в основі і нижньопротерозойськими сланцями, філітами і кварцитами, зім'ятими в складки північно-західного простягання у верхній частині. На півдні (плато Дамагарам) архейський граніто-гнейсовий комплекс неузгоджено перекритий слабкоскладчастою і метаморфізованою серією Амзара (конґломерати, аркози, кварцити), що відклалася в ранньопротерозойській міжгірській западині. Для масиву Ліптако характерні вулканогенно-осадові серії нижнього протерозою, метаморфізовані в фації зелених сланців, і великі поля в основному архейських гранітоїдів. З метаморфічним фундаментом пов'язані рудопрояви золота, літію, міді, молібдену, марганцю, свинцю, цинку, заліза. Верхньопротерозойські і вендські відклади складають північне закінчення Буем-Атакорської складчастої зони (пісковики і аргіліти з родов. фосфоритів), складчасту зону Гурма, що проходить вздовж північної околиці масиву Ліптако (кварцити, сланці, яшми, вапняки з рудопроявами свинцю, цинку, заліза), і меридіональний прогин Прош-Тенере на схід від масиву Аїр (аркози, конґломерати).
Малі-Нігерська синекліэа складена майже повним розрізом ордовиксько-пермських (з випаданням верхнього карбону) морських (в нижній частині) і континентальних теригенних відкладів. Вище залягають тріасово-юрська і крейдова континентальні товщі з підлеглими морськими фаціями, які переважають у верхньому сеномані — середньому еоцені (пісковики, глини, мергелі, вапняки). Верхня континентальна серія належить до олігоцен-неогену. Розріз Чадської синеклізи починається з крейдової континентальної серії і аналогічний розрізу Малі-Нігерської синеклізи.
У південній частині западини Мурзук (на крайньому північному-сході) розвинені ордовиксько-верхньокам'яновугільні теригенні відклади (переважно морські фації), перекриті континентальними товщами мезозою і кайнозою. На території Нігеру широко поширені алювіальні, озерні і еолові четвертинні відклади.
Потужність осадового чохла Малі-Нігерської синеклізи — понад 2000 м, Чадської — 3000 м. З чохлом пов'язані палеогенові родовища фосфоритів (район Тауа), великі осадові родовища уранових руд, мідних руд, кам'яного вугілля (Ану-Арарен), кам'яної солі, пізолітових бокситів (в долині Нігера), осадових залізних руд. Формування чохла супроводжувалося впровадженням кільцевих масивів лужних гранітів (палеозойських в Аїрі, мезозойських на плато Дамагарам з мінералізацією Sn, W, Та, Nb).